# 코르테스고개

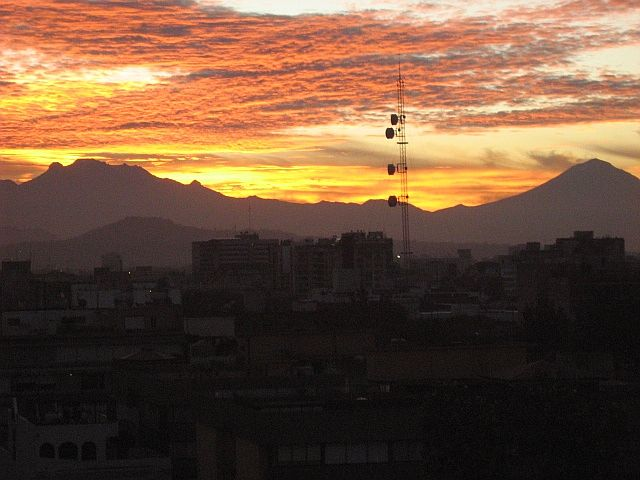

코르테스고개(스페인어: Paso de Cortés)는 멕시코 중부의 포포카테페틀산과 이스탁시우아틀산 두 화산 사이의 고개다. 고개의 해발고도는 3,400 미터이며, 행정구역상으로는 멕시코주 아메카메카에 속한다.
에르난 코르테스와 그 부하들이 1519년 촐룰라 학살 이후 멕시코계곡 너머 테노치티틀란을 향해 진군할 때 이 고개를 넘어갔다고 그의 이름이 붙었다. 고개를 넘을 때 코르테스의 부하들이 포포카테페틀산에 올라가 화산유황을 재취해 와서 화약 보충에 사용했다고 한다.